# Trachemys grayi emolli
Trachemys grayi emolli – podgatunek Trachemys grayi – gatunku żółwia z rodziny żółwi błotnych (Emydidae). Dawniej uznawany za podgatunek żółwia ozdobnego (Trachemys scripta) lub innych gatunków, często klasyfikowany też jako osobny gatunek.
WymiaryKarapaks samic dorasta do 54,8 cm długości, samce są sporo mniejsze – ich karapaks osiąga do 29,6 cm; jest to zatem największy przedstawiciel rodziny żółwi błotnych.
WystępowanieKostaryka, Nikaragua, Salwador, Honduras.